# تفة
التُّفَّة أو الثُّفَا أو الثُّفَّة أو الثُّفَه أو التفاوة أو التفا أو سنور الأدغال (الاسم العلمي: Felis chaus) ويُعرف أيضًا بقط الأدغال أو وشق المُستنقعات (على الرغم من عدم ارتباطه بشكل وثيق بالأوشاق) حيوان ثديي لاحم (آكلات اللحوم) من فصيلة السنوريات (القططيات). تصنف هذه الحيوانات مع السنوريات الصغيرة المتوسطة الحجم، إلا أنها تعتبر اليوم أكبر القطط المتبقية من جنس القط (باللاتينية: Felis). يبلغ معدل طول جسد هذه الحيوانات 70 سنتيمتر (28 بوصة)، وتمتلك ذيلًا قصير نسبيًا يبلغ طوله 20 سنتيمتر (8 إنشات) ويبلغ ارتفاعها عند الكتفين نحو 36 سنتيمتر (14 بوصة)، ويتراوح وزن هذه السنوريات من 4 إلى 16 كيلوغرامًا (8.8 إلى 35 رطل) إلا أن وجود بضعة أفراد يزيد وزنها عن هذا المعدل قد رؤيت. يختلف لون فراء هذه الحيوانات باختلاف السلالة حيث يتراوح من الرمادي المُصفر إلى البُني المُحمر، وتظهر بعض الخطوط العريضة على جسد الهريرات ومن ثم تختفي عندما تكبر الحيوانات. يطلق على هذا الحيوان اسم «وشق المستنقعات» بالرغم من أنه لا يمت للوشق بصلة بسبب أذنيه المستدقتين والتين تنتهيان بخصل قصيرة من الفراء، وأيضًا بسبب قوائمه الطويلة التي تجعله يماثل وشقًا صغيرًا، بالإضافة لعيشه في المناطق السبخة في الكثير من المناطق.

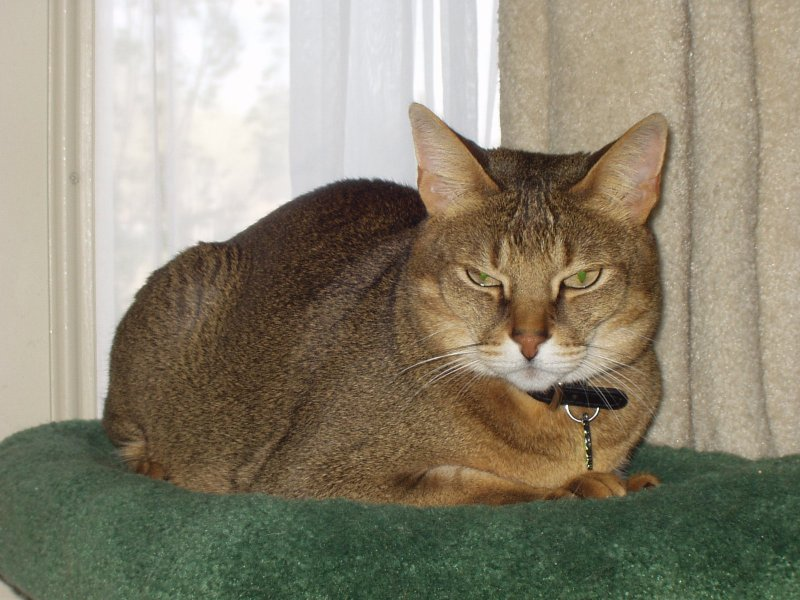
شوزي، هجين بين هر مستأنس وسنور الأدغال

تنتشر هذه السنوريات عبر وادي النيل، بلاد الشام، آسيا الوسطى، الهند، سريلانكا، وجنوب شرق آسيا، وهي تسكن العديد من أصناف المساكن مثل السفانا، الغابات الاستوائية الجافة، وضفاف الأنهار والبحيرات ذات الدق الخيزراني الكثيف، إلا أنها لا تتواجد في غابات الأمطار. تعيش سنوريات الأدغال بالقرب من المنازل والمستوطنات البشرية في بعض المناطق ويعرف عنها بأنها تسكن المنازل المهجورة حتى، كما وتستطيع أن تعيش في المناطق المرتفعة وصولًا لحد 2500 متر إلا أنها تبقى مألوفة في المناطق المنخفضة بشكل أكبر.
وقد هُجِّنَت هذه السنوريات مع القطط المستأنسة مما أوجد سلالة جديدة مميزة لا تخاف الماء كالهررة الأليفة تٌعرف باسم الشوزي، كوجر الحجارة، وكوجر الجبال.

## الوصف والخواص الأحيائية
يتراوح طول جسد هذه السنوريات بما فيه الرأس من 50 إلى 75 سنتيمترًا، أما الذيل فيتراوح بين 25 و 29 سنتيمتر. الأهاب عادةً رمادي اللون ضارب إلى الرملي، أو بني مسمرّ يفتقد لأي علامات مميزة على الجسد، أما الذيل فعليه عدّة حلقات قاتمة بالإضافة لطرف أسود، كما الخصل على الأذنين. لسنّور الأدغال أطول قوائم بالنسبة لحجم الجسد لأي سنوّر آخر في الهند الصينية، ويُعتقد بأن هذا تأقلمًا لها كي تستطيع مطاردة فرائسها. تُعد سنوريات الأدغال حيوانات انعزالية كمعظم السنوريات الأخرى، وهي تنشط في الليل والنهار على حد سواء. تتخذ هذه الحيوانات جحورًا لها في الدق النباتي الكثيف أو في جحور حيوانات أخرى مهجورة مثل الغرير، الثعالب، أو الشياهم. تطوي سنوريات الأدغال قوائمها الأمامية عندما تجلس لتستريح وتجعلها تحت جسدها. ومن المفترسات التي تقتات على هذه السنوريات: الببور، الذئاب، الكلاب البرية الآسيوية، والضباع.

### النويعات

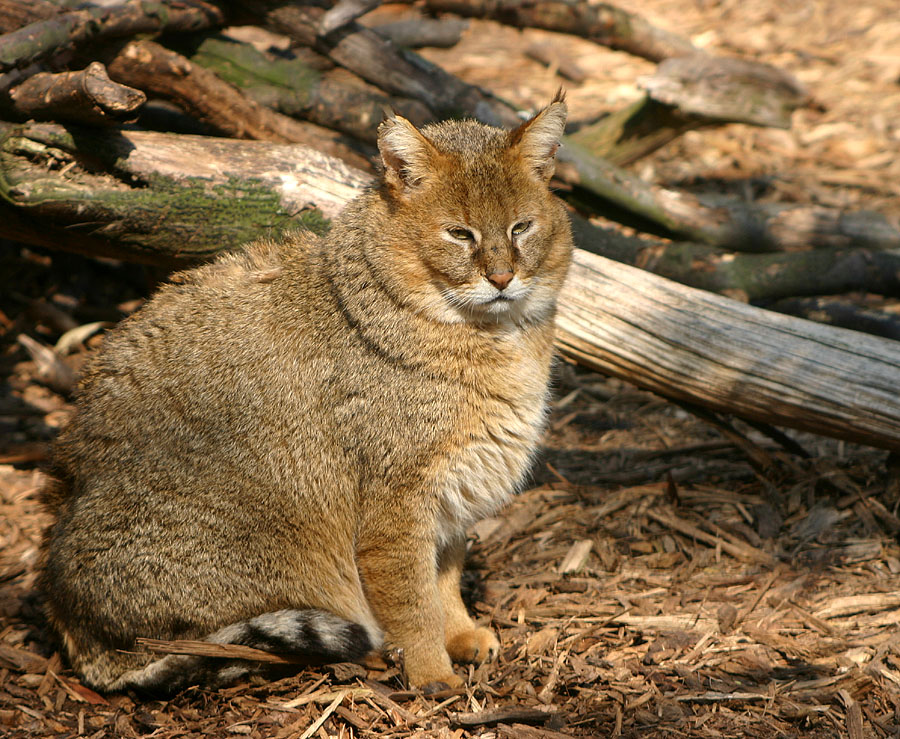
السلالة الدغليّة في حديقة حيوانات، لاحظ كسوتها الشتويّة السميكة

- النويعة الدغليّة (Felis chaus chaus)، تنتشر في جنوب شرق تركيا، معظم القوقاز، شمال غرب الأردن، جنوب لبنان، سوريا، الأراضي المحتلة الفلسطينية، العراق، إيران، باكستان، أفغانستان، جنوبي غرب روسيا، ومعظم آسيا الوسطى.
- نويعة شمال الهند (Felis chaus affinis)، تنتشر من كشمير إلى سيكيم، النيبال، بوتان، يونان، وشمال غرب الهند الصينية.

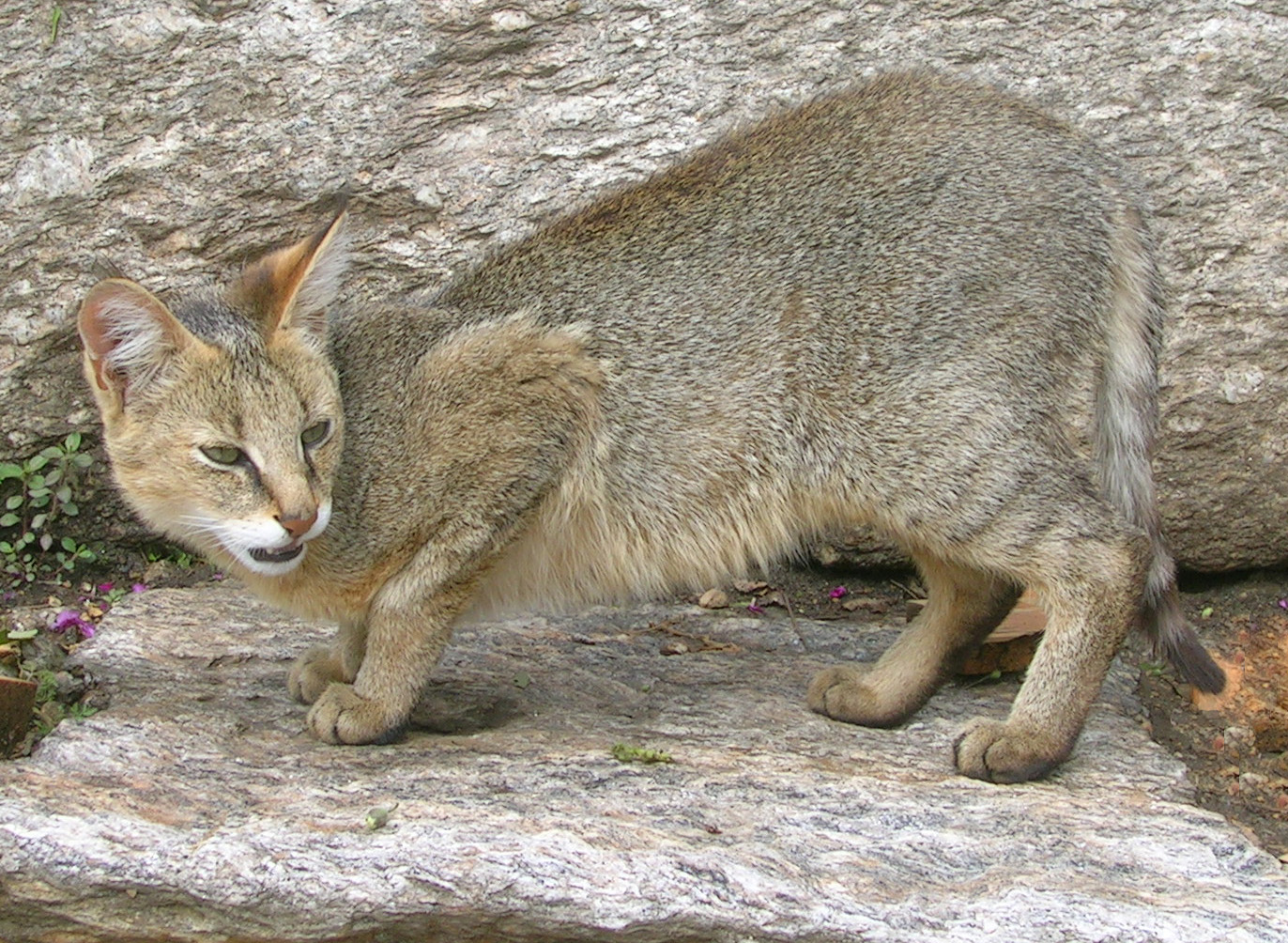
نويعة شمال الهند في أوتار براديش، الهند

- نويعة جنوب شرق آسيا (Felis chaus fulvidina)، تنتشر في ميانمار، تايلاند، لاوس، كمبوديا، وفيتنام.
- النويعة السارقة (Felis chaus furax).
- النويعة السريلانكية (Felis chaus kelaarti)، توجد في سريلانكا.
- النويعة الكوتشيّة، نويعة ليتيل ران أوف كاتش (Felis chaus kutas)، تنتشر في غرب الهند وباكستان، يُحتمل بأنها كانت تصل في موطنها حتى العراق.
- Felis chaus maimanah.
- النويعة النيليّة (Felis chaus nilotica)، تنتشر عبر شمالي وادي النيل، مصر. تُعرف باسم قط النيل أو القط النيلي.
- النويعة الروسية (Felis chaus oxiana).
- نويعة غرب الهند (Felis chaus prateri)، توجد في غرب الهند.

### التناسل
تتناسل قطط الأدغال على مدار العام. وقد لوحظ أنه في جمهرات آسيا الوسطى تزداد حدّة التزاوج خلال شهريّ فبراير ومارس، إلا أن الهريرات بقيت تُشاهد طيلة أيام السنة. يصل سنور الأدغال لمرحلة النضج الجنسي عندما يبلغ سنة ونصف أو سنتين من العمر. تستمر فترة حمل الأنثى لقرابة 66 يومًا، وفي العادة فإن البطن الواحد يتألّف من 3 إلى 5 صغار. تقوم ذكور سنور الأدغال بالنباح خلال موسم التزاوج، ويسمى هذا الصوت «بالنباح» لأنه يترائى للسامع كأن كلبًا كبيرًا يصدره، وقد لوحظ أن ذكور هذه الحيوانات في الأسر تكون حمائية بشكل كبير تجاه صغارها وبدرجة أكبر من الإناث أو ذكور أنواع أخرى من السنوريات.

### الحمية
يقتات سنور الأدغال على الثدييات الصغيرة الحجم من شاكلة الأرانب البرية، الطيور الأرضيّة، الأفاعي، السحالي، والضفادع. وتقوم السنوريات التي تسكن جانب المسطحات المائية بصيد الأسماك التي كثيرًا ما تسبح أو حتى تغوص خلفها. تنشط هذه الحيوانات خلال الصباح والمساء على حد سواء، على الرغم من أن البعض يراها على أنها حيوانات نهاريّة، وكما جميع السنوريات المنتمية لجنس القط (Felis) فإنها تقتات وهي في وضعيّة القرفصاء، على العكس من السنوريات الكبيرة.

## وضع النوع
تصنف هذه الحيوانات إجمالًا على أنها غير مهددة وبالتالي فهي لا تعتبر نادرة، ولكن ظهرت صورة أكثر وضوحًا في السنوات الماضية عن الوضع الحقيقي لهذه الحيوانات، وتظهر المعلومات الجديدة بأن سنور الأدغال قد يكون أحد أندر السنوريات في آسيا إن لم يكن أكثر السنوريات الغير محمية ندرة في موطنه الحالي، ويفترض أيضًا بأن هذه السنوريات نادرة في موطنها الإفريقي الصغير كما هو الحال بالنسبة لها في الشرق الأوسط حيث تُصاد بشكل كبير وتُسمم (الدليل الوحيد على وجود تلك الحيوانات في الأردن يأتي من سنوريات مسممة)، أما في القوقاز فيفترض أن هذه الحيوانات كثيرة العدد على الرغم من أنها تُصطاد بشكل مكثف للحصول على فرائها.

## وصلات خارجية
- قط الأدغال.
- السنوريات (القططيات) في فلسطين.
- سنور الأدغال من شبكة تنوع الحيوانات
- Lioncrusher's Domain: معلومات وصور عن سنور الأدغال